# Campo Masanjia de trabajo reeducativo
Campo de trabajo de Masanjia (en chino tradicional, 馬三家勞教所; en chino simplificado, 马三家劳教所; pinyin, Mǎsānjiā Láojiào Suǒ) es un campo de reeducación a través del trabajo ubicado en el distrito de Yuhong cerca de Shenyang, en la provincia china de Liaoning. La instalación a veces se llama la Escuela de Educación de Ideología de la Provincia de Liaoning. Se estableció por primera vez en 1956 bajo la reeducación a través del trabajo de China o política laojiao, y se amplió en 1999 para detener y "reeducar" a los seguidores de la práctica espiritual de Falun Gong. Según los ex detenidos, los practicantes de Falun Gong representan del 50 al 80% de los reclusos en el campo. Otros presos incluyen delincuentes menores, prostitutas, drogadictos, peticionarios y miembros de otras minorías religiosas no aprobadas, como los cristianos clandestinos.
Los seguidores de la práctica espiritual de Falun Gong han buscado publicitar los abusos contra los derechos humanos cometidos en el campo de trabajo, que describen como uno de los más conocidos en China. Además de realizar trabajos forzados, los presos son torturados utilizando bastones eléctricos, alimentación forzada, confinamiento solitario prolongado y otras formas de abuso. Estas acusaciones recibieron atención internacional en 2013 cuando se publicó una exposición de una revista sobre Masanjia, y luego se eliminó rápidamente, después de que China emitió una directiva que prohíbe la publicación y el informe de la historia.

## Establecimiento
El campo de trabajos forzados de Masanjia se estableció el 9 de marzo de 1956.[cita requerida]   De acuerdo con las prácticas de reeducación a través del trabajo de China, los prisioneros podrían ser retenidos en el campo sin juicio, a menudo por delitos menores o delitos políticos. En julio de 1999, el líder chino Jiang Zemin inició una campaña para reprimir al grupo espiritual de Falun Gong. [cita requerida], que se estimó que tenía decenas de millones de adherentes. Los que se negaron a renunciar a la práctica fueron enviados a campos de trabajo para ser "transformados". Para implementar la campaña, Masanjia se expandió en octubre de 1999, y la 2ª División Femenina se estableció con el propósito de detener a practicantes recalcitrantes de Falun Gong. Esta después se fusionó con la 1ª División Femenina.

## Población detenida
Según un informe del New York Times publicado en junio de 2013, Falun Gong y miembros de iglesias cristianas clandestinas constituían la mayor parte de los reclusos; También había prostitutas, drogadictos y peticionarios que habían sido más persistentes de lo que las autoridades locales podían tolerar. Los ex reclusos describieron el trabajo forzado y el abuso con miembros recalcitrantes de Falun Gong que fueron objeto de abuso extenso y sostenido.
Aunque las autoridades chinas no han revelado el número exacto de seguidores de Falun Gong detenidos en campos de reeducación por el trabajo, confirmaron en enero de 2001 que al menos 470 practicantes de Falun Gong estaban detenidos en Masanjia. En agosto de 2001, los medios oficiales chinos informaron de que el campo de trabajo había "logrado 'reeducar' a más del 90% de las 1.000 mujeres miembros de Falun Gong alojadas allí".
Según el sitio web chino Civil Rights and Livelihood Watch, en 2010 había cuatro equipos en el campamento con 200-300 prisioneros cada uno. Los testigos en el campo afirman que aproximadamente el 80% de los prisioneros son de Falun Gong, el resto son peticionarios con quejas generales contra el gobierno.

## Alegatos de tortura
Ha habido informes persistentes de tortura y otros abusos contra los derechos humanos cometidos en Masanjia. Según los ex detenidos entrevistados por el New York Times, el tratamiento más sostenido y severo se aplica a los practicantes de Falun Gong, pero otros grupos también experimentan abusos.
Yuan Ling, un periodista chino que pasó cinco años entrevistando a ex prisioneros de Masanjia, dijo que el castigo físico en el campo es común y que algunas mujeres quedan lisiadas. Una exposición de Yuan en la Lens Magazine de China describió una variedad de métodos de tortura utilizados en el campamento, donde los detenidos fueron golpeados en la cara con picanas eléctricas, suspendidos por los brazos y golpeados. Otro método descrito en el artículo es el "banco de tigre", donde un preso está sentado en un banco, atado a la cintura y doblado hacia adelante con las manos y los pies inmovilizados, y con ladrillos colocados debajo de los pies. La "cama de la persona muerta" implicaba tener cuatro extremidades separadas en una cama y quedarse allí por períodos prolongados. "Podría o no haber un agujero por el cual ella pudiera defecar", escribió el International Herald Tribune. Las ex reclusas también describen que permanecieron recluidas en régimen de aislamiento durante meses en celdas con dos metros cuadrados de superficie. En las celdas, las mujeres carecían de acceso a los inodoros y tenían que aliviarse en el suelo. Wang Chunying, quien fue detenida en Masanjia en 2007, dijo al Japan Times que fue estirada y esposada a dos literas durante 16 horas, incapaz de comer, beber o dormir. Otra ex detenida dijo que la esposaron a una puerta de pie durante dos semanas consecutivas.

## La Economía del campo
Según un informe elaborado en 2013, se fabricaron productos para el mercado nacional, incluidos uniformes militares, y algunos productos se fabricaron para la exportación. Los trabajadores a veces se obtienen comprando presos de las jurisdicciones locales.

## Cobertura mediática
El 23 de diciembre de 2012, The Oregonian informó que una mujer estadounidense llamada Julie Keith encontró una carta, escrita en chino e inglés alternativamente, metida en un conjunto de decoración de Halloween que había comprado en un Kmart. La carta, cuya autenticidad ha sido verificada por CNN, dice que el conjunto fue ensamblado en la Unidad 8, Departamento 2 del campo de trabajos forzados de Masanjia. Continuó describiendo las condiciones de trabajo forzado en el campo, y señaló que muchos de los detenidos eran practicantes de Falun Gong recluidos sin juicio. Según la ley de los Estados Unidos, es ilegal importar artículos fabricados mediante trabajo forzoso. Según los informes, el Servicio de Inmigración y Aduanas de los Estados Unidos está investigando las acusaciones contenidas en la carta. Kmart informó que no pudo rastrear el producto, lápidas de plástico, hasta el campo.  En 2013, el supuesto autor de la carta apareció en Beijing. El hombre, que solo dio su apellido que es Zhang, era un seguidor de Falun Gong que había sido encarcelado en el campo. Afirmó haber escrito alrededor de dos docenas de notas y las incluyó en productos cuyo embalaje indicaba un destino de habla inglesa. El incidente se describió en la película documental 2018 Carta de Masanjia.
En abril de 2013, la revista China Lens Magazine incluyó una exposición de 14 páginas sobre abusos en el campo de trabajos forzados de Masanjia. La historia de investigación de 20.000 palabras se basó en entrevistas con aproximadamente 20 ex reclusos, quienes recordaron haber sido sometidos a trabajos forzados y una variedad de métodos de tortura en el campo. El artículo causó sensación en el país y revitalizó los llamados a reformar el sistema de trabajo forzado. Para el 8 de abril, apenas dos días después de la publicación del informe, al menos 420.000 personas habían participado en discusiones en línea sobre el informe. Al día siguiente, el Departamento de Propaganda del Partido Comunista de China emitió instrucciones que prohibían a las organizaciones de noticias "volver a publicar, informar o comentar" sobre el informe de Lens.
Poco después de que se publicara el artículo de Lens, el cineasta y exfotógrafo del New York Times, Du Bin, lanzó un documental sobre el campo de trabajos forzados de Masanjia, titulado "Mujeres sobre la cabeza del fantasma". El título es una referencia al hecho de que Masanjia fue construida sobre un cementerio, según el exprisionero Liu Hua. La película fue prohibida en China continental y Du Bin fue detenido.